# ديفيد سيمز (مصور)
ديفيد سيمز (بالإنجليزية: David Sims)‏ هو مصور بريطاني، ولد في 30 ديسمبر 1966 في شفيلد في المملكة المتحدة.